# Acacia serpentinicola
Acacia serpentinicola — вид квіткових рослин з родини бобових. Ареал: Австралія (Новий Південний Уельс).

## Середовище
Вид зустрічається на серпентінітових грядках у чагарниковому ярусі малле та вересових пусток.

## Біоморфологічна характеристика
Це багаторічний розлогий кущ 1–1,5 метра заввишки. Утворює жовтоквіткові суцвіття з серпня по жовтень.